# Manolo Valiente
Manolo Valiente (Sevilla, 30 de novembre de 1908 - Banyuls de la Marenda, 30 de juny de 1991) va ser un pintor, escultor, ceramista i poeta espanyol.
La seva vida fou dedicada a la lluita contra el franquisme. Durant la retirada, a 30 anys, va creuar els Pirineus el 10 de febrer de 1939. De l'any 1939 a l'any 1942, va ser internat als camps d'Argelers, del Barcarès i de Bram.
L'any 1947, va participar en la primera exposició d'artistes exiliats a França, L'art espanyol a l'exili, organitzada per la Confederació Nacional del Treball i la Solidaritat Internacional Antifeixista a Tolosa de Llengadoc, amb Pablo Picasso, Juan Gris, Francisco Bores, Honorio Condoy i Antoni Clavé.
La seva obra s'inspira en l'art brut que es va fer als camps de concentració. També van ser internats altres artistes, com Agustí Centelles. Utilitza el ciment i afavoreix les formes geomètriques en les seves escultures, i també ha creat obres en les arts decoratives. És també el creador del monument nacional de França als guerillers,  inaugurat pel president de la República francesa François Mitterrand i el president del govern d'Espanya Felipe González en juny de 1982.
Un carrer de la ciutat de Banyuls de la Marenda, on també es troba la fossa familiar i altres obres de l'artista, porta el seu nom.